# Embassament del Kama
L'embassament del Kama, també conegut com l'embassament de Perm - Камское водохранилище o Пермское водохранилище (rus) - és un embassament format per la presa de la Central Hidroelèctrica del Kama (KamGuES), amb una potència de 552 MW, sobre 483 MW en origen, produint 1,71 GWh per any, proper a Perm, construïda entre el 1954 i 1956. Forma part de la cascada hidroelèctrica del Volga-Kama.
L'embassament del Kama té una superfície de 1.915 km² i un volum d'aigua de 12,2 km³. Té una llargària sobre el riu Kama de 272 km, amb una amplada màxima de 30 km i una profunditat mitjana de 6,3 m (amb una profunditat màxima de 30 m). L'embassament fou creat per a benefici del transport, d'energia i subministrament d'aigua. També regula el flux de les crescudes del riu.
A les seves ribes hi ha ciutats importants com Perm, Dobrianka, Txórmoz, Bereznikí, Ussólie i Solikamsk.

## Tributaris
- Inva
- Iaiva
- Kama
- Kondas
- Kosva
- Obva
- Txórmoz
- Txussovaia